# Gmina Lwówek
Die Gmina Lwówek ist eine Stadt-und-Land-Gemeinde im Powiat Nowotomyski der Woiwodschaft Großpolen in Polen. Ihr Sitz ist die gleichnamige Stadt (deutsch Neustadt bei Pinne, 1943–1945 Kirschneustadt) mit etwa 2950 Einwohnern.

## Gliederung
Zur Stadt-und-Land-Gemeinde (gmina miejsko-wiejska) gehören neben der Stadt Lwówek weitere 18 Dörfer (deutsche Namen bis 1945) mit einem Schulzenamt (solectwo).
- Brody (älter Broda[4], Brody, 1943–1945 Pflugfelde)[2]
- Bródki (Marienwalde)[3]
- Chmielinko (Steinberg, 1943–1945 Treuensteinberg)[2]
- Grońsko (Gröntzitz[5], Kreuzberg)[3]
- Józefowo (Josefshof)[3]
- Komorowice (Komorowo (Hauland))[3]
- Komorowo (Neustadt (Vorwerk))[3]
- Konin (Waldeck)[3]
- Krzywy Las (Krummwalde)[3]
- Linie (Linde)[3]
- Lipka Wielka (Großlipke)[3]
- Pakosław (Pakoslaw, 1943–1945 Ziegelhöhe)[2]
- Posadowo (Hermannstal)[3]
- Władysławowo
- Wymyślanka (Bollbrücke)[3]
- Zębowo (Sorge)[3]
- Zgierzynka (Seeberg)[3]
- Zygmuntowo

Weitere Ortschaften der Gemeinde sind Grudzianka (Schleife), Marszewo, Mokre Ogrody (Nasse-Gärten), Pawłówek und Tarnowiec.

## Verkehr
Bis 1995 bediente die Kolejka Opalenicka Orte der Gemeinde.